# جيمس إتش. كرافنز
جيمس إتش. كرافنز هو محامي وسياسي أمريكي، ولد في 2 أغسطس 1802 في هاريسونبورغ في الولايات المتحدة، وتوفي في 4 ديسمبر 1876. نشط حزبياً في حزب اليمين. وقد انتخب عضو مجلس نواب إنديانا ‏ وانتخب عضو مجلس النواب الأمريكي.